# Bahnhof Burghausen

Der Bahnhof Burghausen ist der Endbahnhof der Bahnstrecke Tüßling–Burghausen in der oberbayerischen Stadt Burghausen. Er wurde am heutigen Standort nordwestlich der Burghauser Altstadt am 16. Dezember 1940 in Betrieb genommen. Der erste Burghauser Bahnhof südlich der Altstadt war durch die Königlich Bayerischen Staatseisenbahnen am 9. August 1897 eröffnet worden, als die Strecke von Altötting bis dorthin verlängert wurde. Infolge eines Erdrutsches wurde er zusammen mit dem Endabschnitt der Strecke 1940 stillgelegt und zunächst provisorisch durch den heutigen Bahnhof an einer westlich der bisherigen Strecke liegenden Anschlussbahn zum Burghauser Werk der Wacker Chemie ersetzt. Sein jetziges Empfangsgebäude besteht seit 1978 und ersetzte das bis dahin verwendete Provisorium aus Kriegszeiten.

## Lage
Der Bahnhof Burghausen liegt am Streckenkilometer 32,230 der eingleisigen und nicht elektrifizierten Nebenbahn von Tüßling nach Burghausen (Streckennummer 5725) und ist deren Endbahnhof.
Der Bahnhof befindet sich unmittelbar angrenzend zum Stadtbereich. Das Empfangsgebäude steht östlich der Gleise. An den Bahnhofsplatz schließt sich in Richtung Osten die Marktlerstraße an, die ehemalige Bundesstraße 20, welche in die Innenstadt und weiter nach Salzburg führt. In Richtung Westen befindet sich, an die Gleisanlagen angrenzend, ein kostenloser P+R-Parkplatz. Westlich hinter dem Parkplatz befindet sich das Zufahrtsgleis des Gemeinschaftsbahnhofs der Firmen Wacker Chemie AG sowie OMV Deutschland, welches im Norden der Industrieanlagen an der Firma Borealis endet.

## Geschichte
Der ursprüngliche Bahnhof lag am südlichen Ende der Altstadt auf einem Hochplateau, der sogenannten Napoleonshöhe. Hinter dem Bahnhof befanden sich ausgedehnte Abstell- und Rangieranlagen. Mit einer starken Steigung führte die Trasse vom Bahnhof hinauf bis zum Bahnhof Pirach. Die Steigung führte immer wieder zu nicht unerheblichen Beeinträchtigungen des Betriebs. Unterwegs befand sich der Haltepunkt Raitenhaslach, unmittelbar vor der Wallfahrtskirche Marienberg. Etwa 800 Meter östlich des Bahnhofs Pirach zweigte seit 1916 die Anschlussbahn des Wacker-Werksbahnhofs ab, die westlich von Burghausen an der zu dieser Zeit entstehenden Burghauser Neustadt vorbei bis zu den Werksanlagen führte.
Im März 1940 wurde die Strecke durch einen Erdrutsch unterbrochen, woraufhin zunächst ein provisorischer Bahnhof an der schon existierenden Anschlussbahn zum Wackerwerk errichtet wurde. Der Personenverkehr auf diesem Abschnitt der Anschlussbahn wurde am 16. Dezember 1940 aufgenommen. Die Strecke zum alten Bahnhof wurde aus Kostengründen während des Zweiten Weltkriegs nicht mehr reaktiviert, so dass das Provisorium zum bis heute bestehenden Bahnhof Burghausen wurde, der nun zentral in der Neustadt liegt.
Die alte Bahntrasse wird heute teilweise als Fuß- und Radweg sowie als Straße genutzt. Große Teile der alten Gleisflächen wurden inzwischen mit Wohngebäuden und Infrastruktur überbaut. Ein Viadukt, das sogenannte „Stacherlviadukt“, ist komplett erhalten geblieben und Bestandteil des Fuß- und Radweges.
Das alte Bahnhofsgebäude und die ehemalige Bahnhofsrestauration existieren noch, wurden immer wieder umfassend saniert und werden größtenteils als Wohngebäude genutzt. Das Bahnhofsgebäude besitzt nach einem Umbau ein Giebeldach.

## Aufbau

### Altes Bahnhofsgebäude
Das Empfangsgebäude aus dem Jahr 1897 ist ein zweigeschossiger Bau aus unverputztem Ziegelbauwerk in Sichtziegelbauweise. Nach oben schließt er mit einem Krüppelwalmdach ab. An der westlichen Seite befand sich der Eingangsbereich, an der östlichen der Gleisbereich. Die Gleisanlagen selbst wiesen eine starke Ausdehnung von Westen nach Osten auf. Es existierten einige Ladekräne, mit denen Stammholz verladen wurde. Die Weichen waren ortsgestellt. Dem Ausgang am Fahrkartenverkauf schloss sich eine Bahnsteigsperre an. Der Wartebereich vor der Sperre war überdacht. Neben dem Bahnhofsgebäude befand sich ein Güterschuppen, schräg gegenüber ein einständiger Lokomotivschuppen.

### Neues Bahnhofsgebäude
Jahrzehntelang wurde ein provisorisches Empfangsgebäude in Holz- und Ziegelbauweise verwendet. Ihm angeschlossen war ein Güterschuppen aus Holz mit Laderampe sowie ein Fahrkartenverkauf und eine Toilettenanlage. Dieses Gebäude wich 1978 einem Neubau mit neu gestaltetem Bahnhofsumfeld. Der Neubau, der bis heute genutzt wird, besteht aus einem rechteckigen Längsbau. Am südöstlichen Ende schließt sich ein Anbau an, in dem sich bis Ende 2024 ein Kiosk und der Fahrkartenverkauf befanden. Letzterer wurde 2025 durch ein Video-Reisezentrum am Bahnhofsplatz ersetzt, sodass der Bahnhof heute personell und betrieblich nicht mehr besetzt ist. Im ersten Stock des Hauptgebäudes befanden sich Zimmer, in denen das Personal, hauptsächlich Lokführer und Schaffner, übernachten konnte. Das Gebäude ist komplett in Betonbauweise ausgeführt. Ein zu der Zeit üblicher Zweckbau, der seiner Bauweise nach dem Bahnhof Mühldorf a. Inn stark ähnelt.
In einem Anbau an der nordwestlichen Gebäudeseite war seit 1971 der Fahrdienstleiter untergebracht, welcher mit einem Drucktastenstellwerk des Typs Dr S2 den Personenbahnhof sowie die Ein- und Ausfahrt des Werksbahnhofs steuerte. Früher befanden sich auf dem Gelände des heutigen P+R-Parkplatzes verschiedene Abstellgleise sowie ein eingleisiger Lokomotivschuppen in Holzbauweise.
Das Bahnhofsgebäude war ursprünglich in vier Bereiche aufgeteilt: der Fahrkartenschalter mit Stellwerksbereich, der Gepäckaufgabe, den Toilettenanlagen und dem Bahnhofsrestaurant. Die Diensträume, mit Ausnahme der Toiletten, waren im Inneren miteinander verbunden. Heute befinden sich im Eingangsbereich nur noch ein kleiner Wartebereich, die Toilettenanlagen und ein Infobereich der Stadt Burghausen mit touristischen Infos. Der ehemalige Bereich des Fahrdienstleiters wird heute von der Südostbayernbahn als Aufenthaltsraum genutzt. Der Stelltisch wurde mit einer Blechplatte verschlossen, existiert aber noch.
Das letzte verbliebene Stumpfgleis wurde von der Deutschen Bundespost zur Paket- und Expressgutbeförderung genutzt und 1993 zurückgebaut. Ein nennenswertes Frachtaufkommen war hier nicht mehr zu verzeichnen. Der eigenständige Postverkehr München-Mühldorf-Burghausen, wurde im Rahmen des sogenannten „Sparfahrplan 1975“ bereits Ende 1975, eingestellt. Angrenzend an den Bahnhof befindet sich der Zentrale Omnibusbahnhof (ZOB) von Burghausen mit vier Bussteigen sowie einem Taxistand.

## Gleisanlagen und Bahnsteige
Der Bahnhof besitzt drei Hauptgleise, von denen jeweils die Ausfahrt in Richtung Mühldorf a. Inn sowie Rangierfahrten in den Wackerbahnhof, diese jedoch mit Halt hinter der ersten Einfahrtsweiche und Fahrtrichtungswechsel, möglich sind. Es existiert ein Haus- und Mittelbahnsteig. Der Hausbahnsteig mit Bahnsteigdach ist barrierefrei ausgebaut. Von den Personenzügen wird hauptsächlich das 140 Meter lange Gleis 1 am Hausbahnsteig genutzt. Die Gleise 2 und 3 werden vereinzelt von Lokomotiven privater Eisenbahnunternehmen als Warteplatz zur Abstellung bis zum Abruf in den Werksbahnhof genutzt. Ein Wechsel von Gleis 3 auf 2 ist auf der östlichen Seite nicht mehr möglich, da beide Weichen entfernt wurden.
Vor dem Bau des neuen Werksbahnhofs besaß der Bahnhof vier Gleise, sieben Weichen und drei Abstell-/Ladegleise.

## Verkehr

### Güterverkehr damals
Bis zum Jahr 1970 fuhren Güterzüge zum Wacker-Werksbahnhof durch den neuen Personenbahnhof in der Neustadt durch. Die dahinter liegende Marktlerstraße war mit einer vor Ort durch einen Schrankenwärter mechanisch bedienten Schranke gesichert. Als der Güterverkehr immer weiter stieg, wurde beschlossen, diese Streckenführung aufzugeben, da sie unter anderem durch ein Wohngebiet führte. Zu jener Zeit waren Güterzüge oft mit Dampflokomotiven der Baureihe 50 in Doppeltraktion bespannt. Die Steigung vom Werk bis zum Scheitelpunkt am Bahnübergang Bachstraße führte zu starker Geruchs- und Lärmbelästigung für Passanten und Anwohner. Zudem herrschte zu der Zeit ein starker Bauboom in der Stadt, die Wohnhäuser wurden immer näher an das Gleis gebaut.
Bereits 1967 erging der Beschluss, das Gütergleis stillzulegen und an anderer Stelle neu zu errichten. Ein Grund dafür war die Ansiedlung der Raffinerie Marathon nördlich der Wacker Chemie im Jahr 1966/67, wodurch der Güterverkehr sprunghaft anstieg. In der Folge wurde das Bestandsgleis bis fast zur Marktlerstraße zurückgebaut und zum Stumpfgleis, das nur noch kurzzeitig zu Abstellzwecken bzw. als Ausziehgleis genutzt wurde, ehe es 1971 komplett entfernt wurde. Die alte Trasse wurde zum Fuß-/Radweg und größtenteils überbaut. Als neue Variante wurde ein Umfahrgleis mit neuem Rangierbahnhof geplant. Gebaut wurde der Rangierbahnhof als Gemeinschaftsbahnhof der Firmen Wacker und OMV (damals Deutsche Marathon Petroleum GmbH). Am 16. Dezember 1968 ging der neue Bahnhof in Betrieb.
Das neue Gütergleis tangiert den Personenbahnhof westlich und führt in einen langgezogenen sechsgleisigen Abstellbahnhof, der sich am nördlichen Ende breitgefächert ausrichtet. Ein Verbindungsgleis führt weiter zum Rangierbahnhof der OMV und zu zwei großen Gleisharfen. Die Abstellanlagen in den Industriebetrieben weisen etwa 27 Kilometer Nutzlänge auf. Zudem sind etwa 160 Weichen und 25 Signale vorhanden. Die meisten der Weichen in den Werksgeländen sind ortsgestellt, die des Kombiterminals nach dem System EOW Tiefenbach.

### Güterverkehr heute
Seit vielen Jahren steigt der Güterverkehr auf der Strecke stetig an, sodass werktäglich im Schnitt etwa 20 bis 25 Güterzüge auf der Strecke fahren. Zumeist sind es Ganzzüge mit Kesselwagen, Petrolkoks oder Containerzüge, hauptsächlich gezogen von der Baureihe 247. Seit einiger Zeit kommen vermehrt Lokomotiven privater Eisenbahnverkehrsunternehmen (EVU) zum Einsatz. Der Containerzug „Wacker-Shuttle“, wird seit Dezember 2024 von der STEG (Salzburger Eisenbahn Transport Logistik GmbH) übernommen. Die Züge der STEG sind ausschließlich jene, die von Triest nach Burghausen und umgekehrt fahren. Die Leistung wird in Doppeltraktion von Lokomotiven des Typs V 100 übernommen. Die Geschichte der privaten Eisenbahnunternehmen (EVU) in Burghausen geht bis in das Frühjahr 2003 zurück. Als erstes Privatunternehmen übernahm damals TX Logistik für zwei Jahre lang den Betrieb von einem Containerzugpaar von Burghausen zum Umschlagbahnhof München-Riem.
Zu den bestehenden Gleisanlagen im Wacker-Werksbahnhof hinzu kam 2015 das Kombiterminal Burghausen, von dem mehrmals wöchentlich Containerzüge, der sogenannte „Wacker-Shuttle“, in deutsche Seehäfen (Hamburg, Bremen, Bremerhaven) nach Maschen, Neuss, Ludwigshafen und Triest fahren. Das Terminal verfügt über ein Verbindungsgleis, das mit dem Wackerbahnhof direkt verbunden ist. Hierfür wurde dem bestehenden Werksbahnhof ein sechstes Gleis hinzugefügt, zudem ein 1,4 Kilometer langes Anschlussgleis. Das Terminal verfügt über vier Ladegleise, die eine maximale Nutzlänge von 714 Metern haben. Zwei Portalkräne bieten die Kapazität von maximal 60000 Containerhüben jährlich.
Die Geschichte der Containerzüge im Wackerwerk geht bis in das Jahr 1999 zurück. Am 28. Oktober 1999 fuhr der erste Containerzug von Burghausen zum Umschlagbahnhof München-Riem. Damals wurden die Züge auf dem Werksgelände in einem kleinen Terminal mit Portalkran beladen.

### Personenverkehr damals
Als der Bahnhof noch in der Altstadt lag, wurde die Strecke hauptsächlich von Dampflokomotiven des Typs D XI befahren. Vereinzelt kamen auch Bayerische Pt 2/3 zum Einsatz. Den Bediensteten stand eine Fahrraddraisine zur Verfügung.
Am neuen Bahnhof in der Neustadt kamen zur Dampflokzeit folgende Baureihen regelmäßig zum Einsatz: 50, 64, 86, 38, 57 und 94. Nach Umstellung auf Dieselbetrieb kamen hauptsächlich Lokomotiven der Baureihe 218 sowie Triebwagen der Baureihe 798 zum Einsatz. Diese fuhren meist mit Beiwagen. Die mit der Baureihe 218 bespannten Reisezüge bestanden aus drei bis vier n-Wagen (Silberlinge) ohne Steuerwagen, was in Burghausen jeweils ein Umsetzen der Lokomotive erforderte. Die Züge waren vereinzelt Eilzüge, die ohne Umstieg in Mühldorf nach München Hauptbahnhof fuhren. Mitgeführt wurde oft ein Bahnpostwagen. Der Eilzugverkehr endete 1994.

### Personenverkehr heute
Heute wird der Personenverkehr von der Südostbayernbahn mit Triebwagen der Baureihe 628 abgewickelt, die jene der Baureihe 798 ablösten. Dies geschah sukzessive im Rahmen der Eröffnung des Liniensterns Mühldorf am 29. Mai 1994. Einige Zugpaare verkehren mit einer Lokomotive der Baureihe 245, Doppelstockwagen und Steuerwagen, vor allem in der Hauptverkehrszeit morgens und am späten Nachmittag. Die Züge verkehren im Stundentakt, 2025 täglich etwa 20 Zugpaare.

## Galerie

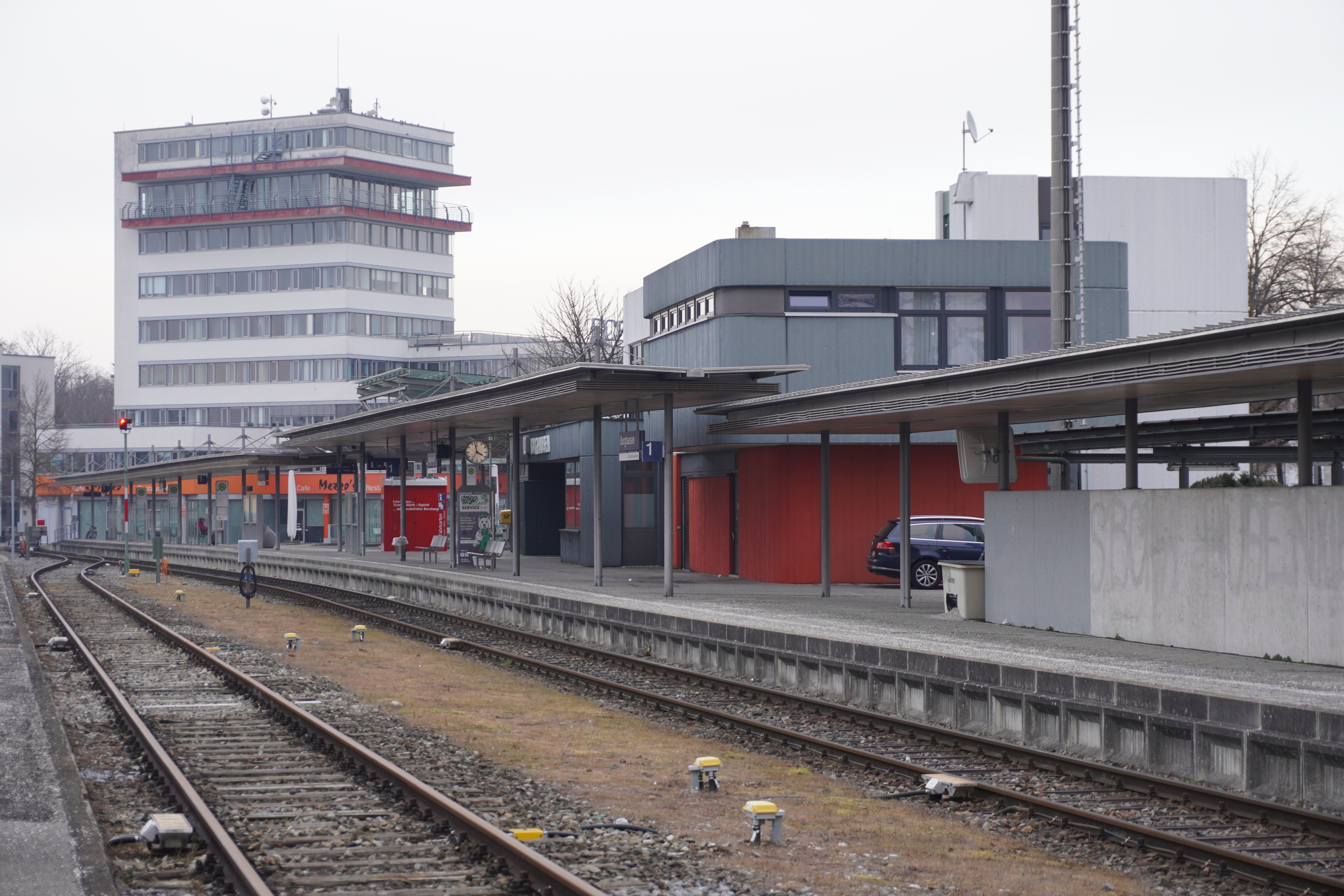
Personenbahnhof Burghausen mit Gleis 1 und 2.
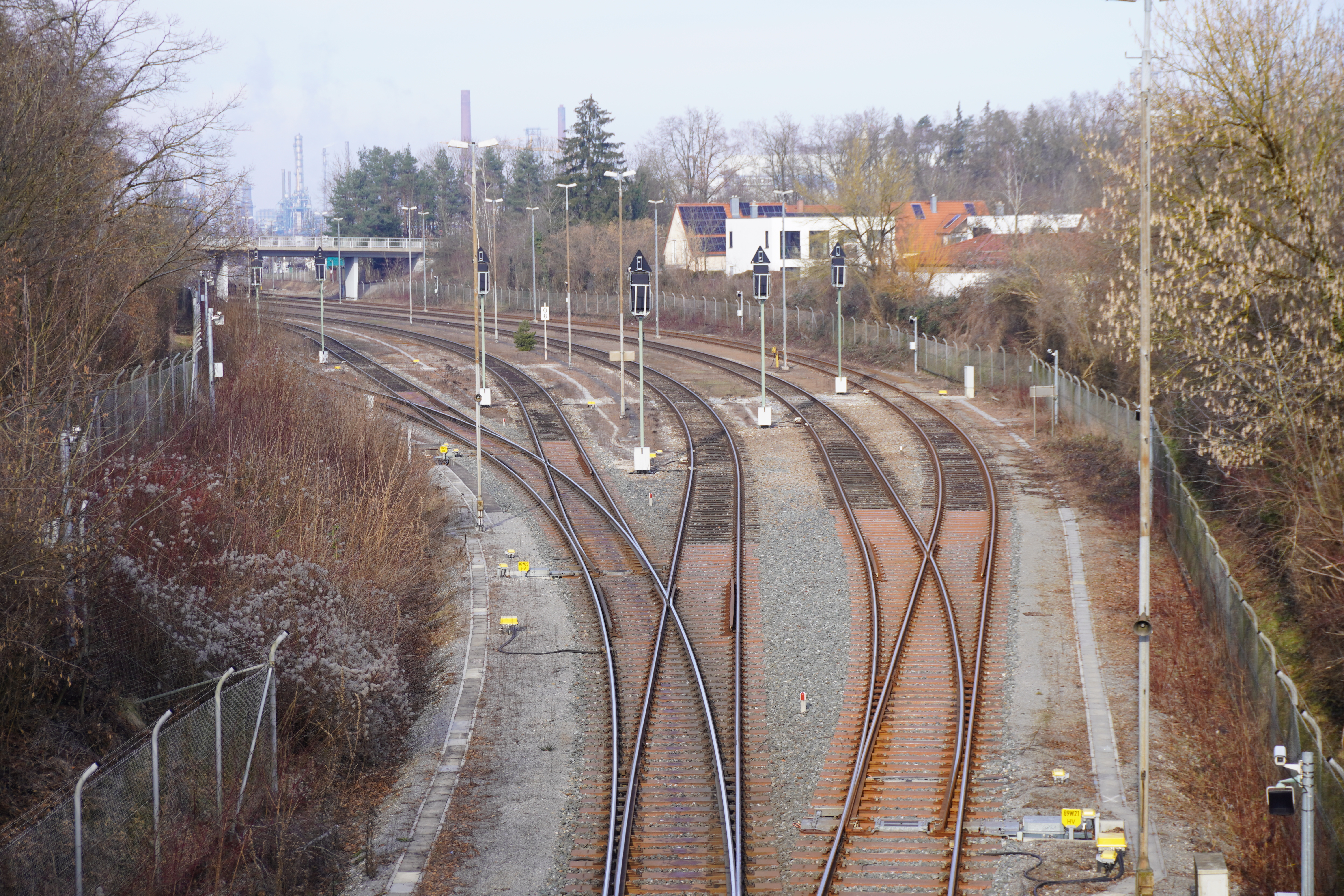
Richtungsgleise im Werksbahnhof mit Blick nach Norden.
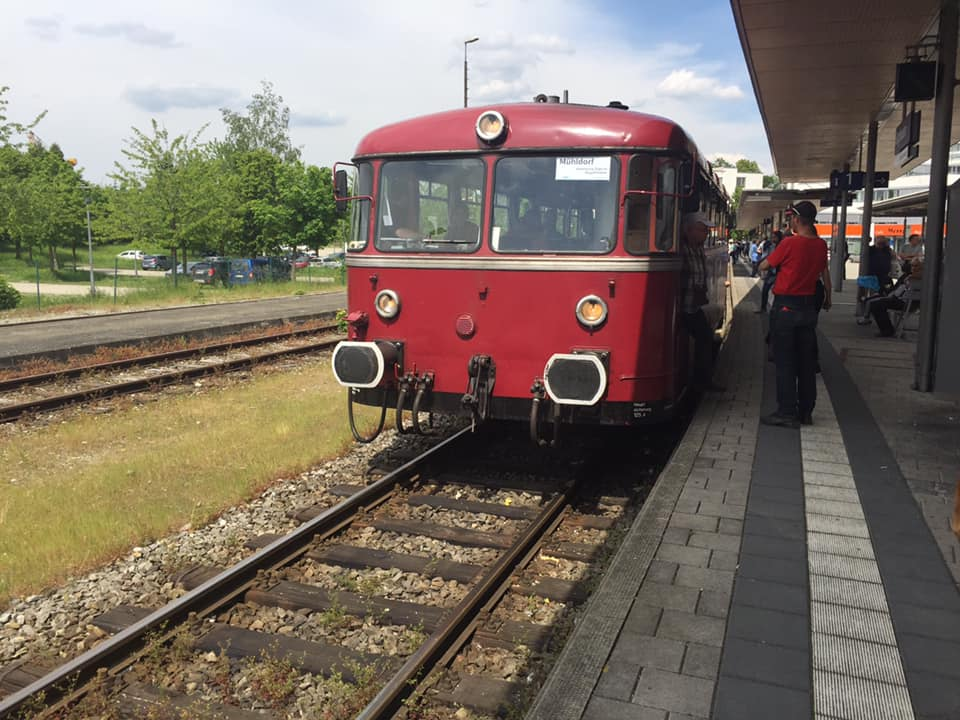
Triebwagen VT 798 der Passauer Eisenbahnfreunde, anlässlich des Jubiläums 25 Jahre Südostbayernbahn 2019 in Burghausen am Gleis 1.
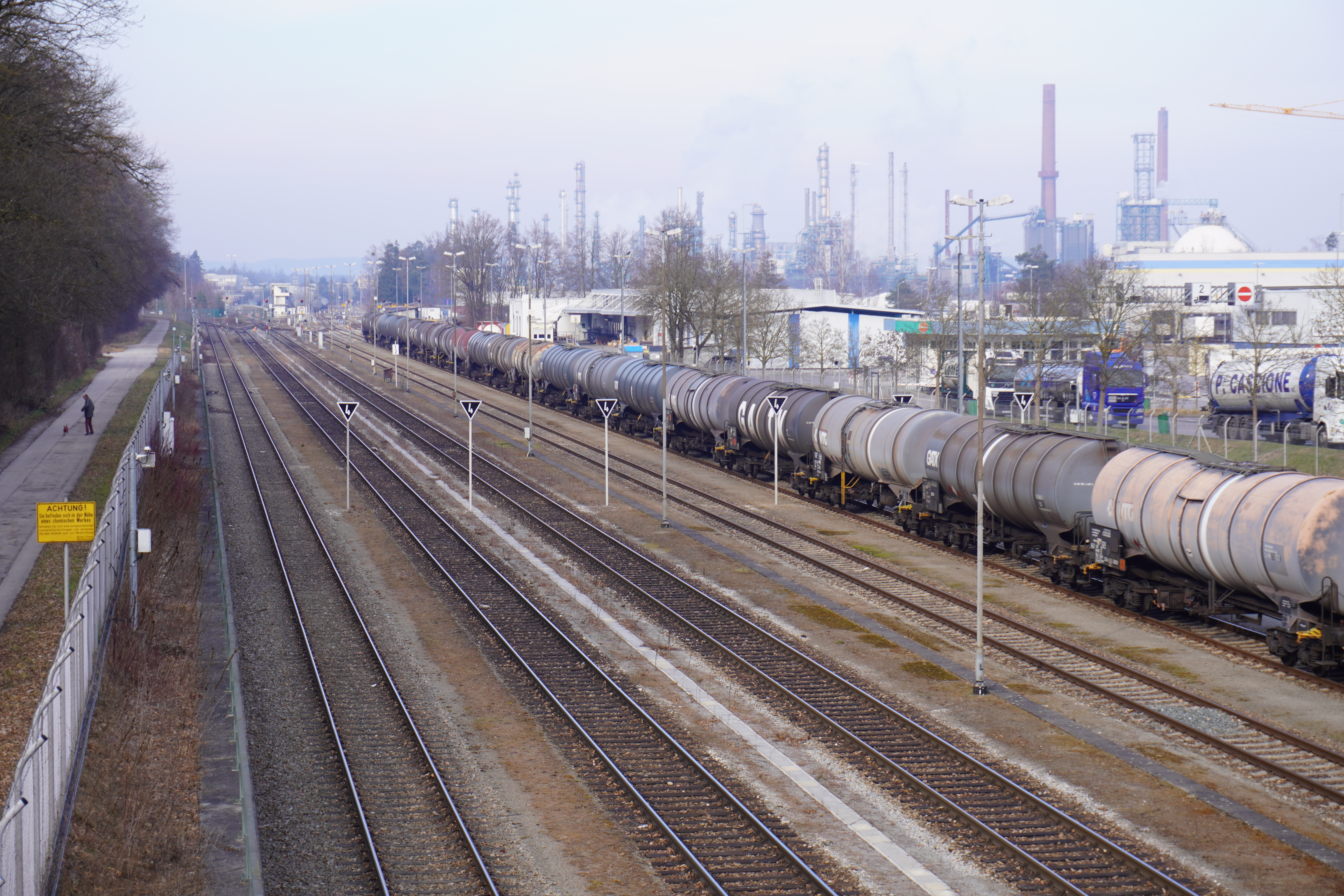
Gemeinschaftsbahnhof Wacker-OMV in Blickrichtung Norden.
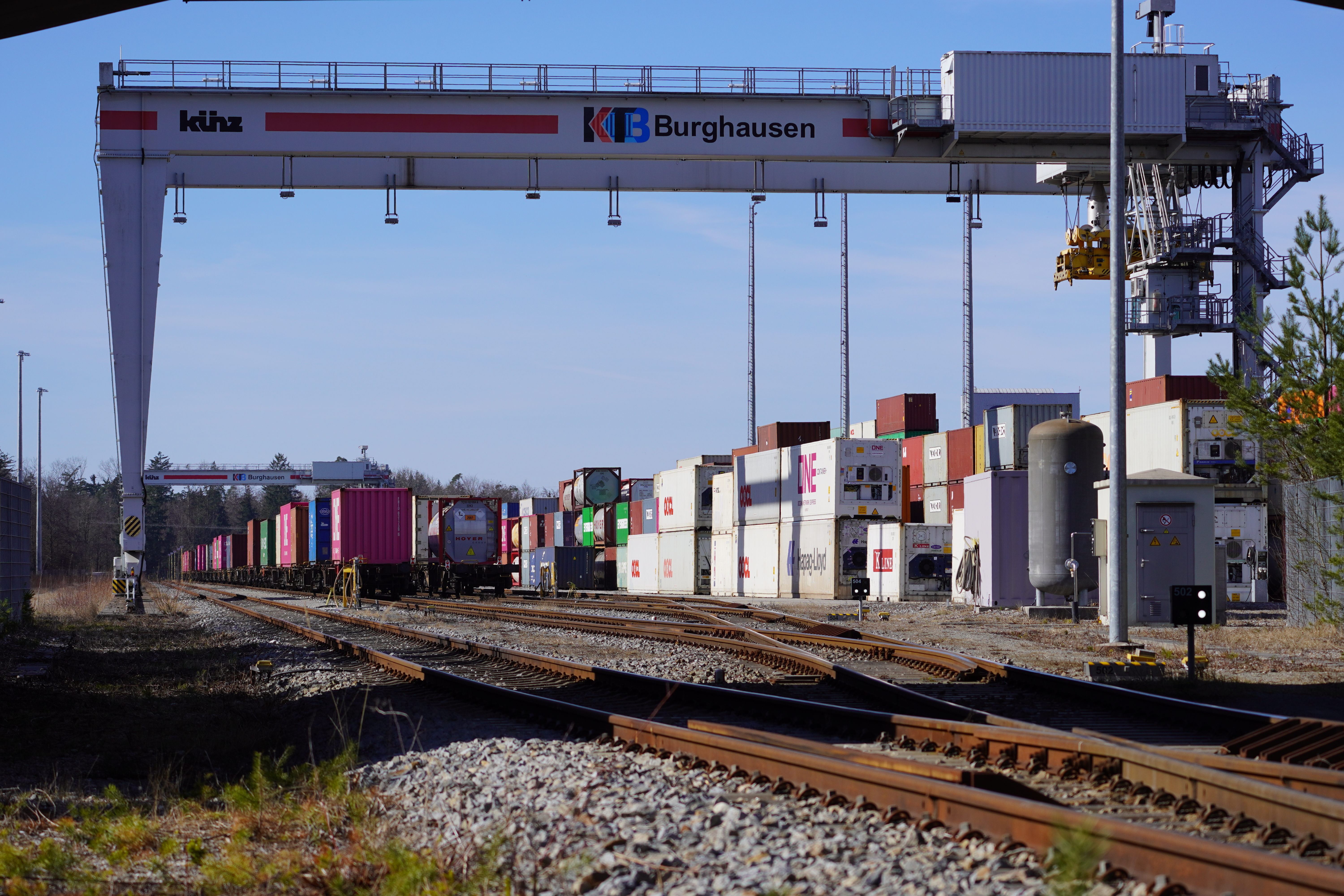
Kombiterminal Burghausen aus Blickrichtung des Zufahrtsgleises.
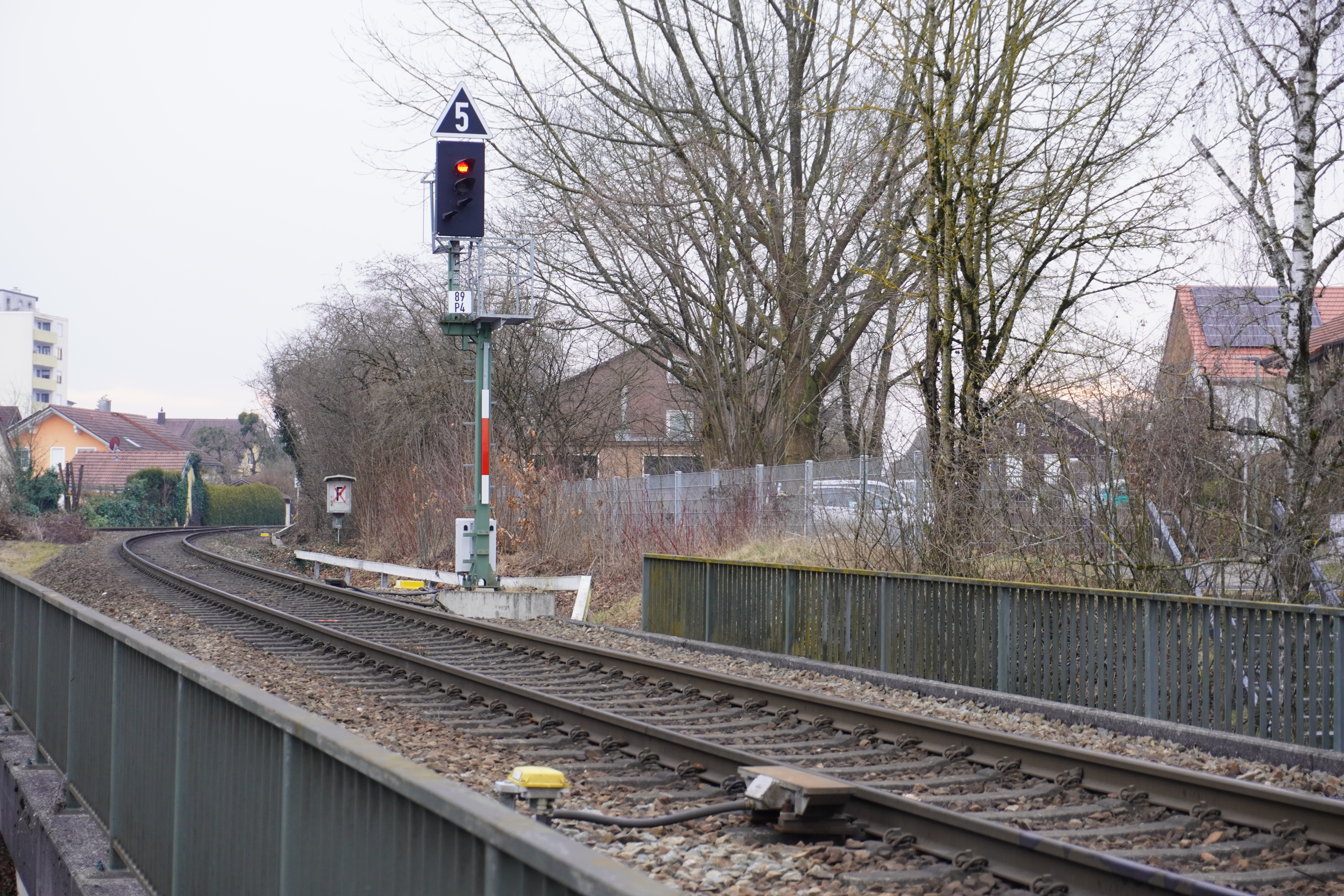
Ein- und Ausfahrtsgleis vom Werksbahnhof in Richtung Mühldorf.